# Stamsund
Stamsund este o localitate din comuna Vestvågøy, provincia Nordland, Norvegia, cu o suprafață de 0,99 km² și o populație de 1.023 locuitori (2013).